# Kalná nad Hronom
Kalná nad Hronom – wieś (obec) na Słowacji położona w kraju nitrzańskim, w powiecie Levice. Pierwsze wzmianki o miejscowości pochodzą z roku 1209. 
Według danych z dnia 31 grudnia 2012, wieś zamieszkiwały 2034 osoby, w tym 1052 kobiety i 982 mężczyzn.
W 2001 roku rozkład populacji względem narodowości i przynależności etnicznej wyglądał następująco:
- Słowacy – 76,07%
- Czesi – 0,68%
- Niemcy – 0,1%
- Romowie – 5,6%
- Ukraińcy – 0,1%
- Węgrzy – 16,16%

Ze względu na wyznawaną religię struktura mieszkańców kształtowała się w 2001 roku następująco:
- Katolicy rzymscy – 58,71%
- Grekokatolicy – 0,34%
- Ewangelicy – 13,12%
- Prawosławni – 0,19%
- Ateiści – 15,73%
- Przedstawiciele innych wyznań – 0,14%
- Nie podano – 3,04%